# Білоусівка (Кременчуцький район)
Білоу́сівка — село в Україні, у Градизькій селищній громаді Кременчуцького району Полтавської області. Населення становить 8 осіб.

## Географія
Село розташоване за 1 км від лівого берега річки Крива Руда, на відстані до 1-го км від сіл Горби і Сидори.

## Історія
Село позначене на трьохверстці воєнно-топографічної карти 1869 року Полтавської губернії як хутір Білоус.
У Національній книзі пам'яті жертв Голодомору 1932—1933 років в Україні вказано, що 27 жителів села загинули від голоду.

## Населення
Населення села на 1 січня 2011 року становить 8 чоловік.
- 2001 — 19
- 2011 — 8

### Мова
Розподіл населення за рідною мовою за даними перепису 2001 року:
| Мова       | Кількість | Відсоток |
| ---------- | --------- | -------- |
| українська | 18        | 94.74%   |
| російська  | 1         | 5.26%    |
| Усього     | 19        | 100%     |

## Уродженці
- Білоус Юхим Іванович[5]